# Волк, коза и капуста
Волк, коза́ и капу́ста — разновидность логической головоломки, в которой важна правильная последовательность действий. Головоломка возникла не позже IX века и под разными названиями вошла в фольклор ряда этнических групп.

## Сюжет
Однажды крестьянину понадобилось перевезти через реку волка, козу и капусту. У крестьянина есть лодка, в которой может поместиться, кроме самого крестьянина, только один объект — или волк, или коза, или капуста. Если крестьянин оставит без присмотра волка с козой, то волк съест козу; если крестьянин оставит без присмотра козу с капустой, коза съест капусту. В присутствии же крестьянина «никто никого не ест».
Как крестьянину перевезти на другой берег всё своё имущество в целости и сохранности?

## Решение
Первым шагом решения должна быть перевозка козы, так как любой другой вариант приведёт к потере части имущества. Вернувшись, крестьянин перевозит капусту (или волка) на другой берег, а козу увозит обратно. Оставляя козу на первом берегу, крестьянин перевозит волка (или капусту) на другой берег, после чего возвращается, чтобы забрать козу.
1. Перевезти козу
2. Вернуться
3. Перевезти волка (или капусту)
4. Вернуться с козой
5. Перевезти капусту (или волка)
6. Вернуться
7. Перевезти козу

## Упоминания и вариации
Головоломка принадлежит к числу задач о переправе (ferry-boat problems, river-crossing puzzle), где задача состоит в том, чтобы перевезти набор предметов через реку с заданными ограничениями. В первом известном упоминании этой головоломки, в средневековом манускрипте Propositiones ad Acuendos Juvenes («Задачи для развития молодого ума»), имуществом крестьянина являются волк, коза и капуста. Существуют «косметические» вариации головоломки, в которых фигурируют волк, овца и капуста, p. 26, лиса, курица и зерно, лиса, гусь и бобы, пантера, свинья и овсянка. Логика головоломки не меняется: есть три предмета A, B, C, таких, что нельзя оставить без присмотра A с B или B с C.
Головоломку можно обнаружить в фольклоре афроамериканцев, Камеруна, Островов Зелёного Мыса, Дании, Эфиопии, Ганы, Италии, Румынии, России, Шотландии, Судана, Уганды, Замбии, Зимбабве, pp. 26-27;. Головоломке присвоено обозначение H506.3 в указателе сюжетов Стита Томпсона и ATU 1579 в указателе сюжетов Аарне — Томпсона.
В Европе широкую популярность задача получила после издания сборника занимательных задач, приписываемого Алкуину (лат. Propositiones ad Acuendos Juvenes, VIII век). Задача была любимой головоломкой Льюиса Кэрролла и многократно перепечатывалась в сборниках занимательной математики, p. 26..
В некоторых областях Африки были обнаружены вариации головоломки, в которых лодка может вместить в себя два объекта, помимо человека. Когда головоломка подобным образом ослаблена, можно ввести дополнительное ограничение, заключающееся в том, что никакие два объекта не могут быть оставлены на берегу вместе, p. 27..